# 粗錦蘚
粗錦蘚（学名：Sematophyllum robustulum）为錦蘚科錦蘚屬下的一个种。